# 기욤 드 노가레

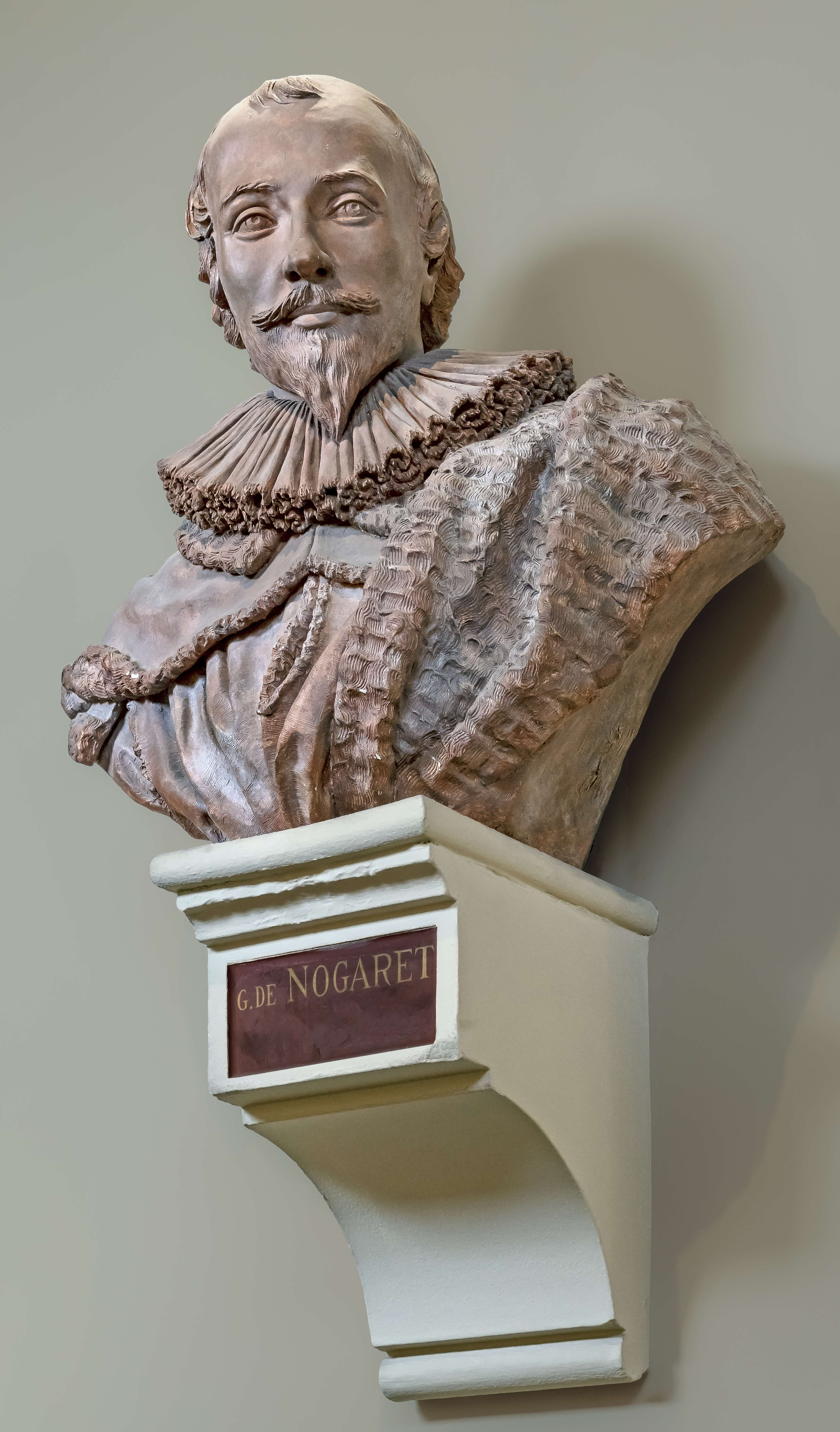
기욤 드 노가레

기욤 드 노가레(프랑스어: Guillaume de Nogaret) 또는 기엠 드 노가레(오크어: Guilhem de Nogaret)는 프랑스 왕국의 법률가, 정치인이다. 1303년, 프랑스 국왕 필리프 4세 명을 받고 아나니 사건을 일으킨 장본인이다. 교황 보니파시오 8세는 아나니 사건이 있은후 한달만에 사건의 충격으로 사망하고 만다.